# Mariya Grínberg
Mariya Isráilevna Grínberg (en ucraniano: Mария Гринберг Израилевна, Odesa, Ucrania, Imperio ruso, 6 de septiembre de 1908 - Tallin, Estonia, URSS, 14 de julio de 1978) fue una pianista y profesora ucraniana.

## Biografía
Mariya Grínberg nació en una familia de la intelectualidad local de Odesa, Ucrania. Su padre era un erudito judío y profesor de hebreo, y su madre una profesora de piano. Hasta los 18 años, estudió piano con un maestro en Odesa, David Aisberg. 
Más adelante fue discípula de Félix Blumenfeld (quien también fue el profesor de piano de Vladimir Horowitz), tras la muerte del mismo continuó sus estudios con Konstantin Igumnov en el Conservatorio de Moscú. En 1935 ganó el segundo premio en la segunda edición del Concurso de Piano de la Unión Soviética.
Grínberg se convirtió rápidamente en una figura notable de la escuela pianística rusa. Sin embargo, en 1937 su marido y su padre fueron arrestados y ejecutados como "Enemigos del pueblo". Ella fue despedida de su trabajo, aunque consiguió otro bajo un nombre falso como acompañante de un grupo de coreografía de aficionados. Durante ese tiempo, participó ocasionalmente en algunos conciertos tocando los timbales. Algunos años más tarde fue “rehabilitada” y readmitida como solista de piano. Se convirtió de nuevo en una intérprete de piano muy cotizada en Moscú, y ofreció recitales en Leningrado, Riga, Tallin, Vorónezh, Tiflis, Bakú y otras ciudades de la Unión Soviética.
A la edad de 50 años, después de la muerte de Stalin, se le permitió viajar al extranjero por primera vez. La visión de Grínberg se resintió notablemente por esa época a consecuencia de un tumor cerebral. Tras sufrir una delicada intervención quirúrgica, celebró su 50 aniversario ofreciendo tres conciertos de piano con la Orquesta Filarmónica de Moscú en una sola noche.
Grínberg protagonizó 14 giras artísticas internacionales - 12 de ellas en los países del bloque soviético y dos en Holanda, donde se convirtió en una figura nacionalmente reconocida. Los críticos compararon sus actuaciones con las de Horowitz, Rubinstein, y Clara Haskil.
Solo a la edad de 55 años, se le concedió su primer y último título honorífico: Artista Distinguida de la Federación de la Unión Soviética.
A los 61 años le fue concedida una cátedra en el Conservatorio Gnessin de Moscú. Entre la larga lista de sus alumnos destacan Naum Shtarkman y Regina Shamvili.
Mariya Grínberg murió el 14 de julio de 1978, en Tallin (actual Estonia) unas semanas antes de su septuagésimo cumpleaños. Las controversias políticas y la amenaza de depuración persiguieron de algún modo a Grínberg hasta sus últimos días. Un año antes de su fallecimiento fue obligada a dimitir de su puesto en el Conservatorio Gnessin, y la celebración de homenajes póstumos fue difícil y controvertida en aquel momento.
El sentido del humor de la pianista era legendario. Los que la conocieron recuerdan una anécdota: Su patronímico "Isráilevna" (el nombre paterno era habitualmente utilizado en los nombres rusos), significa "Hija de Israel". Durante un período culminante de tensión entre la Unión Soviética y el Estado de Israel en 1967, los soviéticos se referían a ese país como "los agresores israelíes". Mariya Grínberg se presentaba siempre a sí misma como "Mariya Agresorovna".

## Legado
Lejos de cualquier escuela clásica de interpretación, al igual que su compatriota y contemporánea Mariya Yúdina, Mariya Grínberg supone un fenómeno musical aislado y aún muy poco conocido, en parte debido a la mala salud de la pianista así como a su manifiesto desinterés por la consecución de una carrera musical al uso.
En 1970 la empresa estatal Melodiya lanzó al mercado el gran legado discográfico de Grínberg: un álbum de trece discos de vinilo en formato LP con 32 sonatas de Beethoven grabadas entre 1964 y 1967. Fue la primera grabación integral de las sonatas para piano de Beethoven por parte de una artista soviética.
El repertorio de Grínberg era muy extenso pero quizá es más conocida por sus personales interpretaciones de Beethoven, Schumann, Schubert, Chopin, Brahms, Mendelssohn, Mozart y Rajmáninov.
Particularmente destacable es su interpretación de los Estudios de Schumann (grabados en 1961) así como la Balada número uno de Chopin, de la que ofrece una versión particularmente trágica y angustiosa.

## Discografía
- Beethoven: Intégrale des Sonates pour piano. Melodiya (1960-1974, distribution: Codaex).
- Chopin: Ballade n°1 opus 23 (1952) – Denon Japon COCQ-84244
- Glinka: Variations sur le Rossignol d’Alabiev (1964) – Vista Vera VVCD-00120 (Vol. 4)
- Mozart: Sonates n.º 12 K 332, n.º 17 K 576, n.º 18 K 533/494, Variations K 500, Fantaisie K 396 – Denon Japon COCQ-83974
- Prokófiev: Scherzo opus 12 n.º 10 (1953) - Denon Japon COCQ-83980 (ou Vista Vera VVCD-00019, Vol.3)
- Schubert: Fantaisie D 940 (version à deux mains) – 1963 – Arlecchino ARL A61.
- Schumann: Etudes Symphoniques opus 13 (1961) – Denon COCQ-84243 (ou Vista Vera VVCD-00134, Vol.7); Concerto pour piano opus 54 – Orchestre Symphonique d’URSS, Karl Eliasberg (1958) – Vista Vera VVCD-00121